# Everglades City
Everglades City város az Amerikai Egyesült Államok Florida államában, Collier megyében. Lakosainak száma 352 fő (2020. április 1.).

## Népesség
A település népességének változása:

| 2010 | 400 |
| 2020 | 352 |